# Le Tartre-Gaudran
Le Tartre-Gaudran är en kommun i departementet Yvelines i regionen Île-de-France i norra Frankrike. Kommunen ligger i kantonen Houdan som tillhör arrondissementet Mantes-la-Jolie. År 2022 hade Le Tartre-Gaudran 37 invånare.

## Befolkningsutveckling
Antalet invånare i kommunen Le Tartre-Gaudran
| Referens: INSEE |